# Piaski (Szczawnica)
Piaski – część miasta Szczawnica, przy drodze do Krościenka nad Dunajcem.

## Historia
W latach 1871–1872 zbudowano na wysokości Piasków drewniany most na Dunajcu – pierwszą stałą przeprawę przez rzekę w tej okolicy, który został zniesiony w wyniku powodzi w 1934. Miejsce w pobliżu, już na terenie gminy Krościenko nad Dunajcem, nosi nazwę Zerwany Most.
Na terenie Piasków funkcjonowały dawniej dwa schroniska turystyczne Polskiego Towarzystwa Tatrzańskiego. Pierwsze z nich zostało uruchomione 1 lipca 1925 przez Oddział PTT „Beskid” w Nowym Sączu i funkcjonowało jako schronisko „Na Piaskach”. Drugie zainaugurowało swoją działalność w 1931, w nowo wybudowanym domu Jacka Majerczaka, i prowadzone było przez Oddział Pieniński PTT (schronisko „U Jacka Majerczaka”). Oba obiekty zlikwidowano na początku lat 50. XX wieku.
W latach 1975–1998 Piaski położone były w województwie nowosądeckim.